# ニコラス・ダヴィド・アンドラーデ
ニコラス・ダヴィド・アンドラーデ（Nícolas David Andrade，1988年4月12日 - ）は、ブラジル・コロラド・ド・エステ出身のサッカー選手。ピサSC所属。ポジションはゴールキーパー。

## 経歴
2006年にアトレチコ・ミネイロでデビュー。
2010年夏の移籍市場でエラス・ヴェローナに移籍した。2016-17シーズンは正ゴールキーパーとして定位置を守り、セリエA復帰に貢献するも、翌シーズンは精彩を欠きチームも降格した。
2018年、ウディネーゼ・カルチョにレンタルで移籍し、2019年に完全移籍となった。
2021年1月14日、レッジーナ1914に6か月の契約で移籍した。
2021年6月10日、ピサSCに2年契約で移籍した。
2025年7月16日、セリエAに昇格したピサとの契約を更新し、2025-26シーズンも残留することになった。